# Copa América 2007/Spiele
Dieser Artikel umfasst die Spiele der Copa América 2007 mit allen statistischen Details. Die Kader der beteiligten Mannschaften finden sich unter Copa América 2007/Kader. Alle Spiele fanden zur Ortszeit UTC−4 statt, was der Mitteleuropäischen Sommerzeit plus 6 Stunden entspricht.

## Gruppenphase

### Gruppe A
| Pl.                                                                                   | Land      | Sp. | S | U | N | Tore    | Diff. | Punkte |
| ------------------------------------------------------------------------------------- | --------- | --- | - | - | - | ------- | ----- | ------ |
| 1.                                                                                    | Venezuela | 3   | 1 | 2 | 0 | 004:200 | +2    | 05     |
| 2.                                                                                    | Peru      | 3   | 1 | 1 | 1 | 005:400 | +1    | 04     |
| 3.                                                                                    | Uruguay   | 3   | 1 | 1 | 1 | 001:300 | −2    | 04     |
| 4.                                                                                    | Bolivien  | 3   | 0 | 2 | 1 | 004:500 | −1    | 02     |
| für die Platzierung zwischen Platz 2 und 3 war der direkte Vergleich (3:0) maßgeblich |           |     |   |   |   |         |       |        |

#### Uruguay – Peru 0:3 (0:1)
| Uruguay                                                                | Uruguay | Peru | Peru |
| ---------------------------------------------------------------------- | --- | --- | ---- |
| Uruguay                                                                | \| 26. Juni 2007 um 18:05 Uhr in Mérida (Estadio Metropolitano de Mérida) \| \| Zuschauer: 23.000 \| \| Schiedsrichter: Carlos Amarilla ( Paraguay) \| | \| 26. Juni 2007 um 18:05 Uhr in Mérida (Estadio Metropolitano de Mérida) \| \| Zuschauer: 23.000 \| \| Schiedsrichter: Carlos Amarilla ( Paraguay) \| | Peru |
| Uruguay                                                                | Fabián Carini – Carlos Diogo, Diego Lugano , Diego Godín, Darío Rodríguez – Diego Pérez, Pablo García, Fabián Canobbio (46. Cristian Rodríguez) – Fabián Estoyanoff (80. Gonzalo Vargas), Diego Forlán, Vicente Sánchez (66. Sebastián Abreu) Cheftrainer: Óscar Tabárez | Leao Butrón – Miguel Villalta, Alberto Rodríguez, Santiago Acasiete, John Galliquio, Walter Vilchez – Juan Carlos Bazalar, Pedro García (55. Juan Carlos Mariño), Jefferson Farfán (80. Paolo de la Haza) – Claudio Pizarro (77. Andrés Mendoza), Paolo Guerrero Cheftrainer: Julio César Uribe | Peru |
| Uruguay                                                                | 0:1 Villalta (27.) 0:2 Mariño (69.) 0:3 Guerrero (88.) | | Peru |
| Uruguay                                                                | Lugano (44.), D. Rodríguez (59.) | Pedro García (51.), Guerrero (55.), Pizarro (57.), Mariño (90.) | Peru |
| 26. Juni 2007 um 18:05 Uhr in Mérida (Estadio Metropolitano de Mérida) | | |      |
| Zuschauer: 23.000                                                      | | |      |
| Schiedsrichter: Carlos Amarilla ( Paraguay)                            | | |      |

#### Venezuela – Bolivien 2:2 (1:1)
| Venezuela                                                                           | Venezuela | Bolivien | Bolivien |
| ----------------------------------------------------------------------------------- | --- | --- | -------- |
| Venezuela                                                                           | \| 26. Juni 2007 um 20:50 Uhr in San Cristóbal (Estadio Polideportivo de Pueblo Nuevo) \| \| Zuschauer: 40.000 (ausverkauft) \| \| Schiedsrichter: Mauricio Reinoso ( Ecuador) \| | \| 26. Juni 2007 um 20:50 Uhr in San Cristóbal (Estadio Polideportivo de Pueblo Nuevo) \| \| Zuschauer: 40.000 (ausverkauft) \| \| Schiedsrichter: Mauricio Reinoso ( Ecuador) \|                                                                                      | Bolivien |
| Venezuela                                                                           | Renny Vega – Héctor González, José Manuel Rey, Alejandro Cichero, Jorge Alberto Rojas – Luis Vera , Miguel Mea Vitali, Ricardo Páez (72. Leonel Vielma), Juan Arango – Giancarlo Maldonado (77. José Torrealba), Fernando de Ornelas (59. Alejandro Guerra) Cheftrainer: Richard Páez | Sergio Galarza – Miguel Hoyos, Ronald Raldes, Juan Manuel Peña , Lorgio Álvarez – Leonel Reyes (59. Darwin Peña), Ronald García, Gualberto Mojica, Joselito Vaca (70. Gonzalo Galindo) – Juan Carlos Arce, Jaime Moreno (74. Diego Cabrera) Cheftrainer: Erwin Sánchez | Bolivien |
| Venezuela                                                                           | 1:0 Maldonado (21.) 2:1 Paez (56.) | 1:1 Moreno (39.) 2:2 J.C. Arce (84.) | Bolivien |
| Venezuela                                                                           | Rojas (23.) | Reyes (10.) | Bolivien |
| 26. Juni 2007 um 20:50 Uhr in San Cristóbal (Estadio Polideportivo de Pueblo Nuevo) | | |          |
| Zuschauer: 40.000 (ausverkauft)                                                     | | |          |
| Schiedsrichter: Mauricio Reinoso ( Ecuador)                                         | | |          |

#### Bolivien – Uruguay 0:1 (0:0)
| Bolivien                                                                            | Bolivien | Uruguay | Uruguay |
| ----------------------------------------------------------------------------------- | --- | --- | ------- |
| Bolivien                                                                            | \| 30. Juni 2007 um 16:05 Uhr in San Cristóbal (Estadio Polideportivo de Pueblo Nuevo) \| \| Zuschauer: 18.000 \| \| Schiedsrichter: Baldomero Toledo ( Vereinigte Staaten) \|                                                                                    | \| 30. Juni 2007 um 16:05 Uhr in San Cristóbal (Estadio Polideportivo de Pueblo Nuevo) \| \| Zuschauer: 18.000 \| \| Schiedsrichter: Baldomero Toledo ( Vereinigte Staaten) \|                                                                                           | Uruguay |
| Bolivien                                                                            | Sergio Galarza – Miguel Hoyos, Ronald Raldes, Juan Manuel Peña , Lorgio Álvarez – Leonel Reyes (71. Darwin Peña), Ronald García (29. Sacha Lima), Gualberto Mojica, Joselito Vaca (62. Diego Cabrera) – Juan Carlos Arce, Jaime Moreno Cheftrainer: Erwin Sánchez | Fabián Carini – Carlos Diogo (56. Ignacio González), Diego Lugano , Andrés Scotti, Darío Rodríguez – Maxi Pereira, Diego Pérez, Pablo García, Cristian Rodríguez (90. Walter Gargano) – Diego Forlán (82. Fabián Estoyanoff), Vicente Sánchez Cheftrainer: Óscar Tabárez | Uruguay |
| Bolivien                                                                            | 0:1 Sánchez (58.) | | Uruguay |
| Bolivien                                                                            | J.M.Peña (66.), Lima (75.) | Diogo (19.), García (27.) | Uruguay |
| 30. Juni 2007 um 16:05 Uhr in San Cristóbal (Estadio Polideportivo de Pueblo Nuevo) | | |         |
| Zuschauer: 18.000                                                                   | | |         |
| Schiedsrichter: Baldomero Toledo ( Vereinigte Staaten)                              | | |         |

#### Venezuela – Peru 2:0 (0:0)
| Venezuela                                                                           | Venezuela | Peru | Peru |
| ----------------------------------------------------------------------------------- | --- | --- | ---- |
| Venezuela                                                                           | \| 30. Juni 2007 um 18:20 Uhr in San Cristóbal (Estadio Polideportivo de Pueblo Nuevo) \| \| Zuschauer: 40.000 (ausverkauft) \| \| Schiedsrichter: Benito Armando Archundia ( Mexiko) \|                                                                                             | \| 30. Juni 2007 um 18:20 Uhr in San Cristóbal (Estadio Polideportivo de Pueblo Nuevo) \| \| Zuschauer: 40.000 (ausverkauft) \| \| Schiedsrichter: Benito Armando Archundia ( Mexiko) \| | Peru |
| Venezuela                                                                           | Renny Vega – Héctor González, José Manuel Rey, Alejandro Cichero, Andrés Rouga (38. Edder Pérez) – Luis Vera , Miguel Mea Vitali, Ricardo Páez, Juan Arango (74. César Eduardo González) – Giancarlo Maldonado, Fernando de Ornelas (64. Daniel Arismendi) Cheftrainer: Richard Páez | Leao Butrón – Walter Vilchez, Miguel Villalta (52. Juan Carlos Mariño), Alberto Rodríguez, John Galliquio (76. Andrés Mendoza) – Santiago Acasiete, Juan Carlos Bazalar, Pedro García, Jefferson Farfán – Paolo Guerrero, Claudio Pizarro (67. Israel Zúñiga) Cheftrainer: Julio César Uribe | Peru |
| Venezuela                                                                           | 1:0 Cichero (49.) 2:0 Arismendi (79.) | | Peru |
| Venezuela                                                                           | Maldonado (14.), Páez (56.), Cichero (90.+3') | A. Rodríguez (54.) | Peru |
| Venezuela                                                                           | Páez (77.) | | Peru |
| Venezuela                                                                           | P. García (14.) | | Peru |
| 30. Juni 2007 um 18:20 Uhr in San Cristóbal (Estadio Polideportivo de Pueblo Nuevo) | | |      |
| Zuschauer: 40.000 (ausverkauft)                                                     | | |      |
| Schiedsrichter: Benito Armando Archundia ( Mexiko)                                  | | |      |

#### Peru – Bolivien 2:2 (1:2)
| Peru                                                                  | Peru | Bolivien | Bolivien |
| --------------------------------------------------------------------- | --- | --- | -------- |
| Peru                                                                  | \| 3. Juli 2007 um 18:35 Uhr in Mérida (Estadio Metropolitano de Mérida) \| \| Zuschauer: 35.000 \| \| Schiedsrichter: Carlos Chandía ( Chile) \| | \| 3. Juli 2007 um 18:35 Uhr in Mérida (Estadio Metropolitano de Mérida) \| \| Zuschauer: 35.000 \| \| Schiedsrichter: Carlos Chandía ( Chile) \| | Bolivien |
| Peru                                                                  | Leao Butrón – John Galliquio (55. Joel Herrera), Alberto Rodríguez, Edgar Villamarín, Walter Vilchez – Juan Carlos Mariño, Paolo de la Haza, Damián Ísmodes (71. Roberto Jiménez), Jefferson Farfán (45. Ysrael Zúñiga) – Paolo Guerrero, Claudio Pizarro Cheftrainer: Julio César Uribe | Hugo Suárez – Miguel Hoyos, Ronald Raldes, Juan Manuel Peña , Lorgio Álvarez – Leonel Reyes, Jhasmany Campos (67. Gonzalo Galindo), Gualberto Mojica (80. Jorge Ortíz), Joselito Vaca – Jaime Moreno, Augusto Andaveris (58. Juan Carlos Arce) Cheftrainer: Erwin Sánchez | Bolivien |
| Peru                                                                  | 1:1 Pizarro (34.) 2:2 Pizarro (85.) | 0:1 Moreno (24.) 1:2 Campos (45.+1') | Bolivien |
| Peru                                                                  | Farfán (24.), de la Haza (44.), Rodríguez (73.), Herrera (76.), Reyes (84.), Jiménez (87.), Zúñiga (90.+2') | Raldes (60.), Galindo (84.) | Bolivien |
| Peru                                                                  | Herrera (78.) | | Bolivien |
| 3. Juli 2007 um 18:35 Uhr in Mérida (Estadio Metropolitano de Mérida) | | |          |
| Zuschauer: 35.000                                                     | | |          |
| Schiedsrichter: Carlos Chandía ( Chile)                               | | |          |

#### Venezuela – Uruguay 0:0
| Venezuela                                                             | Venezuela | Uruguay | Uruguay |
| --------------------------------------------------------------------- | --- | --- | ------- |
| Venezuela                                                             | \| 3. Juli 2007 um 20:50 Uhr in Mérida (Estadio Metropolitano de Mérida) \| \| Zuschauer: 35.000 \| \| Schiedsrichter: Carlos Simon ( Brasilien) \| | \| 3. Juli 2007 um 20:50 Uhr in Mérida (Estadio Metropolitano de Mérida) \| \| Zuschauer: 35.000 \| \| Schiedsrichter: Carlos Simon ( Brasilien) \|                                                                                            | Uruguay |
| Venezuela                                                             | Renny Vega – Héctor González, José Manuel Rey, Alejandro Cichero, Edder Pérez – Luis Vera , Miguel Mea Vitali (75. Pedro Fernández Camacho), César Eduardo González, Juan Arango – Giancarlo Maldonado (57. José Torrealba), Fernando de Ornelas (65. Alejandro Guerra) Cheftrainer: Richard Páez | Fabián Carini – Diego Lugano , Andrés Scotti, Darío Rodríguez, Jorge Fucile – Maxi Pereira, Pablo García, Diego Pérez, Cristian Rodríguez – Diego Forlán (79. Sebastián Abreu), Vicente Sánchez (67. Álvaro Recoba) Cheftrainer: Óscar Tabárez | Uruguay |
| Venezuela                                                             | González (18.), Mea Vitali (41.) | Fucile (55.), Pereira (77.) | Uruguay |
| 3. Juli 2007 um 20:50 Uhr in Mérida (Estadio Metropolitano de Mérida) | | |         |
| Zuschauer: 35.000                                                     | | |         |
| Schiedsrichter: Carlos Simon ( Brasilien)                             | | |         |

### Gruppe B
| Pl. | Land      | Sp. | S | U | N | Tore    | Diff. | Punkte |
| --- | --------- | --- | - | - | - | ------- | ----- | ------ |
| 1.  | Mexiko    | 3   | 2 | 1 | 0 | 004:100 | +3    | 07     |
| 2.  | Brasilien | 3   | 2 | 0 | 1 | 004:200 | +2    | 06     |
| 3.  | Chile     | 3   | 1 | 1 | 1 | 003:500 | −2    | 04     |
| 4.  | Ecuador   | 3   | 0 | 0 | 3 | 003:600 | −3    | 0      |

#### Ecuador – Chile 2:3 (2:1)
| Ecuador                                                                     | Ecuador | Chile | Chile |
| --------------------------------------------------------------------------- | --- | --- | ----- |
| Ecuador                                                                     | \| 27. Juni 2007 um 18:35 Uhr in Puerto Ordaz (Estadio Polideportivo Cachamay) \| \| Zuschauer: 35.000 \| \| Schiedsrichter: Óscar Ruiz ( Kolumbien) \|                                                                                        | \| 27. Juni 2007 um 18:35 Uhr in Puerto Ordaz (Estadio Polideportivo Cachamay) \| \| Zuschauer: 35.000 \| \| Schiedsrichter: Óscar Ruiz ( Kolumbien) \| | Chile |
| Ecuador                                                                     | Cristian Mora – Ulises de la Cruz, Iván Hurtado , Giovanny Espinoza, Óscar Bagüí – Segundo Castillo, Edwin Tenorio, Antonio Valencia, Edison Méndez – Christian Benítez, Carlos Tenorio (76. Felipe Caicedo) Cheftrainer: Luis Fernando Suárez | Cláudio Bravo – Álvaro Ormeño, Pablo Contreras, Jorge Vargas, Mark González – Arturo Sanhueza, Rodrigo Meléndez (73. Carlos Villanueva Rolland), Jorge Valdivia , Matías Fernández (46. Miguel Riffo) – Reinaldo Navia (46. Juan Lorca), Humberto Suazo Cheftrainer: Nelson Acosta | Chile |
| Ecuador                                                                     | 1:0 Valencia (16.) 2:1 Benítez (23.) | 1:1 Suazo (20.) 2:2 Suazo (80.) 2:3 Villanueva (87., direkter Freistoß) | Chile |
| Ecuador                                                                     | De la Cruz (14.), Tenorio (44.), Bagüí (77.) | Vargas (11.) | Chile |
| 27. Juni 2007 um 18:35 Uhr in Puerto Ordaz (Estadio Polideportivo Cachamay) | | |       |
| Zuschauer: 35.000                                                           | | |       |
| Schiedsrichter: Óscar Ruiz ( Kolumbien)                                     | | |       |

#### Brasilien – Mexiko 0:2 (0:2)
| Brasilien                                                                   | Brasilien | Mexiko | Mexiko |
| --------------------------------------------------------------------------- | --- | --- | ------ |
| Brasilien                                                                   | \| 27. Juni 2007 um 20:50 Uhr in Puerto Ordaz (Estadio Polideportivo Cachamay) \| \| Zuschauer: 41.000 \| \| Schiedsrichter: Sergio Pezzotta ( Argentinien) \|                   | \| 27. Juni 2007 um 20:50 Uhr in Puerto Ordaz (Estadio Polideportivo Cachamay) \| \| Zuschauer: 41.000 \| \| Schiedsrichter: Sergio Pezzotta ( Argentinien) \| | Mexiko |
| Brasilien                                                                   | Doni – Maicon (79. Dani Alves), Alex, Juan, Gilberto – Gilberto Silva , Mineiro, Elano (46. Afonso Alves), Diego (46. Anderson) – Robinho, Vágner Love Cheftrainer: Carlos Dunga | Guillermo Ochoa – Israel Castro (75. José Antonio Castro González), Rafael Márquez , Jonny Magallón, Fausto Pinto – Fernando Arce, Jaime Correa, Gerardo Torrado, Ramón Morales (79. Jaime Lozano) – Juan Carlos Cacho (70. Omar Bravo), Nery Castillo Cheftrainer: Hugo Sánchez | Mexiko |
| Brasilien                                                                   | 0:1 N. Castillo (24.) 0:2 Morales (29., direkter Freistoß) | | Mexiko |
| Brasilien                                                                   | Alex (60.), Afonso (66.), Daniel Alves (83.) | Castillo (56.) | Mexiko |
| 27. Juni 2007 um 20:50 Uhr in Puerto Ordaz (Estadio Polideportivo Cachamay) | | |        |
| Zuschauer: 41.000                                                           | | |        |
| Schiedsrichter: Sergio Pezzotta ( Argentinien)                              | | |        |

#### Brasilien – Chile 3:0 (1:0)
| Brasilien                                                            | Brasilien | Chile | Chile |
| -------------------------------------------------------------------- | --- | --- | ----- |
| Brasilien                                                            | \| 1. Juli 2007 um 16:05 Uhr in Maturín (Estadio Monumental de Maturín) \| \| Zuschauer: 52.000 (ausverkauft) \| \| Schiedsrichter: Carlos Torres ( Paraguay) \|                   | \| 1. Juli 2007 um 16:05 Uhr in Maturín (Estadio Monumental de Maturín) \| \| Zuschauer: 52.000 (ausverkauft) \| \| Schiedsrichter: Carlos Torres ( Paraguay) \|                                                                                                   | Chile |
| Brasilien                                                            | Doni – Maicon (26. Dani Alves), Alex, Juan, Gilberto – Gilberto Silva , Mineiro, Elano (77. Josué), Robinho – Anderson (46. Júlio Baptista), Vágner Love Cheftrainer: Carlos Dunga | Cláudio Bravo – Álvaro Ormeño, Ismael Fuentes, Miguel Riffo (54. Jorge Vargas), Pablo Contreras, Gonzalo Jara (46. Juan Lorca) – Rodrigo Meléndez (18. Manuel Iturra), Arturo Sanhueza, Jorge Valdivia , Mark González – Humberto Suazo Cheftrainer: Nelson Acosta | Chile |
| Brasilien                                                            | 1:0 Robinho (36., Foulelfmeter) 2:0 Robinho (84.) 3:0 Robinho (87.) | | Chile |
| Brasilien                                                            | Gilberto (41.), Mineiro (47.), Robinho (64.), Elano (77.) | Jara (23.), Suazo (29.), Vargas (38.), Iturra (79.), Contreras (82.) | Chile |
| 1. Juli 2007 um 16:05 Uhr in Maturín (Estadio Monumental de Maturín) | | |       |
| Zuschauer: 52.000 (ausverkauft)                                      | | |       |
| Schiedsrichter: Carlos Torres ( Paraguay)                            | | |       |

#### Mexiko – Ecuador 2:1 (1:0)
| Mexiko                                                               | Mexiko | Ecuador | Ecuador |
| -------------------------------------------------------------------- | --- | --- | ------- |
| Mexiko                                                               | \| 1. Juli 2007 um 18:20 Uhr in Maturín (Estadio Monumental de Maturín) \| \| Zuschauer: 42.000 \| \| Schiedsrichter: René Ortubé ( Bolivien) \| | \| 1. Juli 2007 um 18:20 Uhr in Maturín (Estadio Monumental de Maturín) \| \| Zuschauer: 42.000 \| \| Schiedsrichter: René Ortubé ( Bolivien) \| | Ecuador |
| Mexiko                                                               | Oswaldo Sánchez – Israel Castro, Rafael Márquez , Jonny Magallón, Fausto Pinto – Gerardo Torrado, Fernando Arce, Jaime Correa, Ramón Morales (83. Gonzalo Pineda) – Nery Castillo (78. Cuauhtémoc Blanco), Juan Carlos Cacho (64. Omar Bravo) Cheftrainer: Hugo Sánchez | Cristian Mora – Ulises de la Cruz, Iván Hurtado , Giovanny Espinoza, Óscar Bagüí (72. Walter Ayoví) – Segundo Castillo, Edwin Tenorio (46. Neicer Reasco), Antonio Valencia, Edison Méndez – Christian Benítez, Carlos Tenorio (79. Félix Borja) Cheftrainer: Luis Fernando Suárez | Ecuador |
| Mexiko                                                               | 1:0 N. Castillo (22.) 2:0 Bravo (80.) | 2:1 Méndez (85.) | Ecuador |
| Mexiko                                                               | Hurtado (24.) | | Ecuador |
| 1. Juli 2007 um 18:20 Uhr in Maturín (Estadio Monumental de Maturín) | | |         |
| Zuschauer: 42.000                                                    | | |         |
| Schiedsrichter: René Ortubé ( Bolivien)                              | | |         |

#### Mexiko – Chile 0:0
| Mexiko                                                                                | Mexiko | Chile | Chile |
| ------------------------------------------------------------------------------------- | --- | --- | ----- |
| Mexiko                                                                                | \| 4. Juli 2007 um 18:35 Uhr in Puerto La Cruz (Estadio General José Antonio Anzoátegui) \| \| Zuschauer: 30.000 \| \| Schiedsrichter: Carlos Amarilla ( Paraguay) \| | \| 4. Juli 2007 um 18:35 Uhr in Puerto La Cruz (Estadio General José Antonio Anzoátegui) \| \| Zuschauer: 30.000 \| \| Schiedsrichter: Carlos Amarilla ( Paraguay) \|                                                                                          | Chile |
| Mexiko                                                                                | Guillermo Ochoa – José Antonio Castro González, Jonny Magallón, Francisco Rodríguez, Jaime Lozano – Alberto Medina, Jaime Correa, Gonzalo Pineda (81. Fernando Arce), Andrés Guardado (46. Adolfo Bautista Herrera) – Cuauhtémoc Blanco , Omar Bravo (74. Luis Ángel Landín) Cheftrainer: Hugo Sánchez | Cláudio Bravo – Sebastián Roco, Pablo Contreras, Ismael Fuentes – Gonzalo Fierro, Arturo Sanhueza , Manuel Iturra, Carlos Villanueva Rolland (70. Matías Fernández), Rodrigo Tello – Juan Lorca (77. Mark González), Humberto Suazo Cheftrainer: Nelson Acosta | Chile |
| Mexiko                                                                                | Guardado (42.), Bravo (54.), Pineda (76.) | Fierro (2.), Roco (47.) | Chile |
| 4. Juli 2007 um 18:35 Uhr in Puerto La Cruz (Estadio General José Antonio Anzoátegui) | | |       |
| Zuschauer: 30.000                                                                     | | |       |
| Schiedsrichter: Carlos Amarilla ( Paraguay)                                           | | |       |

#### Brasilien – Ecuador 1:0 (0:0)
| Brasilien                                                                             | Brasilien | Ecuador | Ecuador |
| ------------------------------------------------------------------------------------- | --- | --- | ------- |
| Brasilien                                                                             | \| 4. Juli 2007 um 20:50 Uhr in Puerto La Cruz (Estadio General José Antonio Anzoátegui) \| \| Zuschauer: 35.000 \| \| Schiedsrichter: Sergio Pezzotta ( Argentinien) \|             | \| 4. Juli 2007 um 20:50 Uhr in Puerto La Cruz (Estadio General José Antonio Anzoátegui) \| \| Zuschauer: 35.000 \| \| Schiedsrichter: Sergio Pezzotta ( Argentinien) \|                                                                                      | Ecuador |
| Brasilien                                                                             | Doni – Dani Alves (81. Alex Silva), Alex, Juan, Gilberto (57. Kléber) – Mineiro, Gilberto Silva , Josué, Júlio Baptista (73. Diego) – Robinho, Vágner Love Cheftrainer: Carlos Dunga | Marcelo Elizaga – Neicer Reasco, Jorge Guagua, Giovanny Espinoza, Óscar Bagüí – Antonio Valencia, Edison Méndez , Walter Ayoví (76. Felipe Caicedo), Segundo Castillo – Félix Borja (60. Carlos Tenorio), Christian Benítez Cheftrainer: Luis Fernando Suárez | Ecuador |
| Brasilien                                                                             | 1:0 Robinho (56., Foulelfmeter) | | Ecuador |
| Brasilien                                                                             | Dani Alves (58.), Diego (78.), Josué (90.+3') | Bagüí (68.), Tenorio (79.) | Ecuador |
| 4. Juli 2007 um 20:50 Uhr in Puerto La Cruz (Estadio General José Antonio Anzoátegui) | | |         |
| Zuschauer: 35.000                                                                     | | |         |
| Schiedsrichter: Sergio Pezzotta ( Argentinien)                                        | | |         |

### Gruppe C
| Pl. | Land        | Sp. | S | U | N | Tore    | Diff. | Punkte |
| --- | ----------- | --- | - | - | - | ------- | ----- | ------ |
| 1.  | Argentinien | 3   | 3 | 0 | 0 | 009:300 | +6    | 09     |
| 2.  | Paraguay    | 3   | 2 | 0 | 1 | 008:200 | +6    | 06     |
| 3.  | Kolumbien   | 3   | 1 | 0 | 2 | 003:900 | −6    | 03     |
| 4.  | USA         | 3   | 0 | 0 | 3 | 002:800 | −6    | 0      |

#### Paraguay – Kolumbien 5:0 (1:0)
| Paraguay                                                                  | Paraguay | Kolumbien | Kolumbien |
| ------------------------------------------------------------------------- | --- | --- | --------- |
| Paraguay                                                                  | \| 28. Juni 2007 um 18:35 Uhr in Maracaibo (Estadio José Encarnación Romero) \| \| Zuschauer: 34.500 \| \| Schiedsrichter: Jorge Larrionda ( Uruguay) \| | \| 28. Juni 2007 um 18:35 Uhr in Maracaibo (Estadio José Encarnación Romero) \| \| Zuschauer: 34.500 \| \| Schiedsrichter: Jorge Larrionda ( Uruguay) \| | Kolumbien |
| Paraguay                                                                  | Justo Villar – Darío Verón, Julio César Cáceres, Paulo da Silva – Carlos Bonet, Édgar Barreto, Cristian Riveros, Claudio Morel – Jonathan Santana (79. Enrique Vera) – Roque Santa Cruz (84. Dante López), Óscar Cardozo (70. Salvador Cabañas) Cheftrainer: Gerardo Martino | Miguel Calero – Gerardo Vallejo, Iván Córdoba, Mario Yepes, Javier Arizala (63. Vladimir Marín Ríos) – Álvaro Domínguez (56. Macnelly Torres), John Viáfara, Fabián Vargas, David Ferreira – Hugo Rodallega (76. Luis Gabriel Rey), Edixon Perea Cheftrainer: Jorge Luis Pinto | Kolumbien |
| Paraguay                                                                  | 1:0 Santa Cruz (30.) 2:0 Santa Cruz (46.) 3:0 Santa Cruz (80.) 4:0 Cabañas (85.) 5:0 Cabañas (88.) | | Kolumbien |
| Paraguay                                                                  | Villar hält Elfmeter von Domínguez (27.) | | Kolumbien |
| 28. Juni 2007 um 18:35 Uhr in Maracaibo (Estadio José Encarnación Romero) | | |           |
| Zuschauer: 34.500                                                         | | |           |
| Schiedsrichter: Jorge Larrionda ( Uruguay)                                | | |           |

#### Argentinien – USA 4:1 (1:1)
| Argentinien                                                               | Argentinien | USA | USA |
| ------------------------------------------------------------------------- | --- | --- | --- |
| Argentinien                                                               | \| 28. Juni 2007 um 20:50 Uhr in Maracaibo (Estadio José Encarnación Romero) \| \| Zuschauer: 34.500 \| \| Schiedsrichter: Carlos Chandía ( Chile) \| | \| 28. Juni 2007 um 20:50 Uhr in Maracaibo (Estadio José Encarnación Romero) \| \| Zuschauer: 34.500 \| \| Schiedsrichter: Carlos Chandía ( Chile) \| | USA |
| Argentinien                                                               | Roberto Abbondanzieri – Javier Zanetti, Roberto Ayala , Gabriel Milito, Gabriel Heinze – Juan Sebastián Verón (86. Fernando Gago), Javier Mascherano, Esteban Cambiasso (58. Pablo Aimar), Juan Román Riquelme – Lionel Messi (79. Carlos Tévez), Hernán Crespo Cheftrainer: Alfio Basile. | Kasey Keller – Jonathan Bornstein, Marvell Wynne, Jay DeMerit, Jimmy Conrad – Ben Olsen (62. Eddie Gaven), Justin Mapp, Benny Feilhaber, Ricardo Clark (79. Kyle Beckerman) – Taylor Twellman (69. Hérculez Gómez), Eddie Johnson Cheftrainer: Bob Bradley | USA |
| Argentinien                                                               | 1:1 Crespo (11.) 2:1 Crespo (64.) 3:1 Aimar (78.) 4:1 Tévez (85.) | 0:1 Johnson (9., Foulelfmeter) | USA |
| Argentinien                                                               | Milito (58.) | Bornstein (73.) | USA |
| 28. Juni 2007 um 20:50 Uhr in Maracaibo (Estadio José Encarnación Romero) | | |     |
| Zuschauer: 34.500                                                         | | |     |
| Schiedsrichter: Carlos Chandía ( Chile)                                   | | |     |

#### USA – Paraguay 1:3 (1:1)
| USA                                                          | USA | Paraguay | Paraguay |
| ------------------------------------------------------------ | --- | --- | -------- |
| USA                                                          | \| 2. Juli 2007 um 18:35 Uhr in Barinas (Estadio Agustín Tovar) \| \| Zuschauer: 23.000 \| \| Schiedsrichter: Víctor Rivera ( Peru) \| | \| 2. Juli 2007 um 18:35 Uhr in Barinas (Estadio Agustín Tovar) \| \| Zuschauer: 23.000 \| \| Schiedsrichter: Víctor Rivera ( Peru) \| | Paraguay |
| USA                                                          | Kasey Keller – Drew Moor, Jay DeMerit (65. Danny Califf), Benny Feilhaber, Jimmy Conrad – Jonathan Bornstein, Ben Olsen (71. Justin Mapp), Ricardo Clark, Sacha Klještan (80. Lee Nguyen) – Eddie Johnson, Taylor Twellman Cheftrainer: Bob Bradley. | Justo Villar (55. Aldo Bobadilla) – Darío Verón, Julio César Cáceres, Paulo da Silva – Carlos Bonet, Cristian Riveros, Édgar Barreto, Jonathan Santana (76. Enrique Vera), Claudio Morel – Roque Santa Cruz, Óscar Cardozo (73. Salvador Cabañas) Cheftrainer: Gerardo Martino | Paraguay |
| USA                                                          | 1:1 Clark (40.) | 0:1 Barreto (30.) 1:2 Cardozo (56.) 1:3 Cabañas (90.+2', direkter Freistoß) | Paraguay |
| USA                                                          | Feilhaber (62.) | Riveros (77.) | Paraguay |
| 2. Juli 2007 um 18:35 Uhr in Barinas (Estadio Agustín Tovar) | | |          |
| Zuschauer: 23.000                                            | | |          |
| Schiedsrichter: Víctor Rivera ( Peru)                        | | |          |

#### Argentinien – Kolumbien 4:2 (3:1)
| Argentinien                                                              | Argentinien | Kolumbien | Kolumbien |
| ------------------------------------------------------------------------ | --- | --- | --------- |
| Argentinien                                                              | \| 2. Juli 2007 um 20:50 Uhr in Maracaibo (Estadio José Encarnación Romero) \| \| Zuschauer: 35.000 \| \| Schiedsrichter: Carlos Simon ( Brasilien) \| | \| 2. Juli 2007 um 20:50 Uhr in Maracaibo (Estadio José Encarnación Romero) \| \| Zuschauer: 35.000 \| \| Schiedsrichter: Carlos Simon ( Brasilien) \| | Kolumbien |
| Argentinien                                                              | Roberto Abbondanzieri – Javier Zanetti, Roberto Ayala , Gabriel Milito, Gabriel Heinze – Juan Sebastián Verón (80. Luis González), Javier Mascherano, Esteban Cambiasso, Juan Román Riquelme – Lionel Messi (84. Carlos Tévez), Hernán Crespo (21. Diego Milito) Cheftrainer: Alfio Basile | Miguel Calero – Gerardo Vallejo, Iván Córdoba, Luis Amaranto Perea, Javier Arizala – Fabián Vargas, John Viáfara (62. Jaime Castrillón), Jorge Banguero, David Ferreira (76. Macnelly Torres) – Hugo Rodallega, Edixon Perea (67. Andrés Chitiva) Cheftrainer: Jorge Luis Pinto | Kolumbien |
| Argentinien                                                              | 1:1 Crespo (20., Foulelfmeter) 2:1 Riquelme (34.) 3:1 Riquelme (45., direkter Freistoß) 4:2 D. Milito (90.+2') | 0:1 E. Perea (10.) 3:2 Castrillón (73.) | Kolumbien |
| Argentinien                                                              | Milito (13.), Verón (69.) | L. Perea (14.), Arizala (16.), Vargas (54.), Banguero (79.), | Kolumbien |
| Argentinien                                                              | Vargas (90.+1') | | Kolumbien |
| 2. Juli 2007 um 20:50 Uhr in Maracaibo (Estadio José Encarnación Romero) | | |           |
| Zuschauer: 35.000                                                        | | |           |
| Schiedsrichter: Carlos Simon ( Brasilien)                                | | |           |

#### Kolumbien – USA 1:0 (1:0)
| Kolumbien                                                                           | Kolumbien | USA | USA |
| ----------------------------------------------------------------------------------- | --- | --- | --- |
| Kolumbien                                                                           | \| 5. Juli 2007 um 18:35 Uhr in Barquisimeto (Estadio Metropolitano de Fútbol de Lara) \| \| Zuschauer: 37.000 \| \| Schiedsrichter: Manuel Andarcia ( Venezuela) \| | \| 5. Juli 2007 um 18:35 Uhr in Barquisimeto (Estadio Metropolitano de Fútbol de Lara) \| \| Zuschauer: 37.000 \| \| Schiedsrichter: Manuel Andarcia ( Venezuela) \|                                                                            | USA |
| Kolumbien                                                                           | Róbinson Zapata – Camilo Zúñiga, Luis Amaranto Perea , Mario Yepes, Javier Arizala – John Viáfara (55. Vladimir Marín Ríos), Jorge Banguero, Jaime Castrillón, Macnelly Torres (85. David Ferreira) – Hugo Rodallega, César Valoyes (78. Andrés Chitiva) Cheftrainer: Jorge Luis Pinto | Brad Guzan – Bobby Boswell, Heath Pearce, Drew Moor, Danny Califf – Justin Mapp (65. Charlie Davies), Kyle Beckerman, Ricardo Clark, Sacha Klještan – Eddie Johnson (72. Lee Nguyen), Hérculez Gómez (46. Eddie Gaven) Cheftrainer: Bob Bradley | USA |
| Kolumbien                                                                           | 1:0 Castrillón (15.) | | USA |
| Kolumbien                                                                           | Perea (42.), Zapata (71.), Valoyes (78.) | Moor (2.), Kljestan (32.) | USA |
| Kolumbien                                                                           | Zapata (87.) | | USA |
| Kolumbien                                                                           | Guzan hält Elfmeter von Rodallega (36.) | | USA |
| 5. Juli 2007 um 18:35 Uhr in Barquisimeto (Estadio Metropolitano de Fútbol de Lara) | | |     |
| Zuschauer: 37.000                                                                   | | |     |
| Schiedsrichter: Manuel Andarcia ( Venezuela)                                        | | |     |

#### Argentinien – Paraguay 1:0 (0:0)
| Argentinien                                                                         | Argentinien | Paraguay | Paraguay |
| ----------------------------------------------------------------------------------- | --- | --- | -------- |
| Argentinien                                                                         | \| 5. Juli 2007 um 20:50 Uhr in Barquisimeto (Estadio Metropolitano de Fútbol de Lara) \| \| Zuschauer: 37.000 \| \| Schiedsrichter: Jorge Larrionda ( Uruguay) \| | \| 5. Juli 2007 um 20:50 Uhr in Barquisimeto (Estadio Metropolitano de Fútbol de Lara) \| \| Zuschauer: 37.000 \| \| Schiedsrichter: Jorge Larrionda ( Uruguay) \| | Paraguay |
| Argentinien                                                                         | Roberto Abbondanzieri – Hugo Ibarra, Nicolás Burdisso, Daniel Díaz, Javier Zanetti – Luis González (67. Javier Mascherano), Fernando Gago, Esteban Cambiasso (67. Lionel Messi), Pablo Aimar (85. Roberto Ayala) – Carlos Tévez, Rodrigo Palacio Cheftrainer: Alfio Basile | Aldo Bobadilla – Darío Verón, Julio César Cáceres , Julio Manzur – Edgar González, Enrique Vera, Jonathan Santana (81. Roque Santa Cruz), Aureliano Torres, Julio dos Santos (69. Édgar Barreto) – Salvador Cabañas, Nelson Cuevas (58. Dante López) Cheftrainer: Gerardo Martino | Paraguay |
| Argentinien                                                                         | 1:0 Mascherano (79.) | | Paraguay |
| Argentinien                                                                         | Burdisso (74.), Palacio (90.+2') | González (9.), Santana (39.), Barreto (90.) | Paraguay |
| 5. Juli 2007 um 20:50 Uhr in Barquisimeto (Estadio Metropolitano de Fútbol de Lara) | | |          |
| Zuschauer: 37.000                                                                   | | |          |
| Schiedsrichter: Jorge Larrionda ( Uruguay)                                          | | |          |

## Finalrunde

### Viertelfinale

#### Venezuela – Uruguay 1:4 (1:1)
| Venezuela                                                                        | Venezuela | Uruguay | Uruguay |
| -------------------------------------------------------------------------------- | --- | --- | ------- |
| Venezuela                                                                        | \| 7. Juli 2007, 18:05 Uhr in San Cristóbal (Estadio Polideportivo de Pueblo Nuevo) \| \| Zuschauer: 40.000 (ausverkauft) \| \| Schiedsrichter: Carlos Chandía ( Chile) \| | \| 7. Juli 2007, 18:05 Uhr in San Cristóbal (Estadio Polideportivo de Pueblo Nuevo) \| \| Zuschauer: 40.000 (ausverkauft) \| \| Schiedsrichter: Carlos Chandía ( Chile) \|                                                                  | Uruguay |
| Venezuela                                                                        | Renny Vega – Héctor González, José Manuel Rey, Alejandro Cichero, Jorge Alberto Rojas – Luis Vera , Miguel Mea Vitali (76. Alejandro Guerra), Ricardo Páez, Juan Arango – Giancarlo Maldonado (71. César Eduardo González), Fernando de Ornelas (46. Daniel Arismendi) Cheftrainer: Richard Páez | Fabián Carini – Diego Lugano , Andrés Scotti, Darío Rodríguez (89. Diego Godín) – Maxi Pereira, Pablo García, Diego Pérez, Cristian Rodríguez, Jorge Fucile – Diego Forlán, Álvaro Recoba (79. Ignacio González) Cheftrainer: Óscar Tabárez | Uruguay |
| Venezuela                                                                        | 1:1 Arango (41., direkter Freistoß) | 0:1 Forlán (38.) 1:2 García (65.) 1:3 C. Rodríguez (87.) 1:4 Forlán (90.+2') | Uruguay |
| Venezuela                                                                        | García (50.), Forlán (67.), González (84.) | | Uruguay |
| 7. Juli 2007, 18:05 Uhr in San Cristóbal (Estadio Polideportivo de Pueblo Nuevo) | | |         |
| Zuschauer: 40.000 (ausverkauft)                                                  | | |         |
| Schiedsrichter: Carlos Chandía ( Chile)                                          | | |         |

#### Chile – Brasilien 1:6 (0:3)
| Chile                                                                               | Chile | Brasilien | Brasilien |
| ----------------------------------------------------------------------------------- | --- | --- | --------- |
| Chile                                                                               | \| 7. Juli 2007, 20:50 Uhr in Puerto La Cruz (Estadio General José Antonio Anzoátegui) \| \| Zuschauer: 25.000 \| \| Schiedsrichter: Jorge Larrionda ( Uruguay) \| | \| 7. Juli 2007, 20:50 Uhr in Puerto La Cruz (Estadio General José Antonio Anzoátegui) \| \| Zuschauer: 25.000 \| \| Schiedsrichter: Jorge Larrionda ( Uruguay) \|                | Brasilien |
| Chile                                                                               | Cláudio Bravo – Álvaro Ormeño, Pablo Contreras, Ismael Fuentes, Gonzalo Jara (56. José Luis Cabión) – Gonzalo Fierro (46. Jorge Valdivia), Arturo Sanhueza , Manuel Iturra, Mark González (66. Matías Fernández) – Humberto Suazo, Juan Lorca Cheftrainer: Nelson Acosta | Doni – Maicon (71. Elano), Alex, Juan (73. Naldo), Gilberto – Mineiro, Gilberto Silva , Josué, Júlio Baptista – Robinho (65. Afonso Alves), Vágner Love Cheftrainer: Carlos Dunga | Brasilien |
| Chile                                                                               | 1:5 Suazo (76.) | 0:1 Juan (16.) 0:2 Júlio Baptista (23.) 0:3 Robinho (28.) 0:4 Robinho (51.) 0:5 Josué (69.) 1:6 Vagner Love (85.)                                                                 | Brasilien |
| Chile                                                                               | Iturra (20.), Sanhueza (45.+1'), Ormeño (50.) | Juan (32.), Gilberto Silva (63.) | Brasilien |
| 7. Juli 2007, 20:50 Uhr in Puerto La Cruz (Estadio General José Antonio Anzoátegui) | | |           |
| Zuschauer: 25.000                                                                   | | |           |
| Schiedsrichter: Jorge Larrionda ( Uruguay)                                          | | |           |

#### Mexiko – Paraguay 6:0 (3:0)
| Mexiko                                                             | Mexiko | Paraguay | Paraguay |
| ------------------------------------------------------------------ | --- | --- | -------- |
| Mexiko                                                             | \| 8. Juli 2007, 16:05 Uhr in Maturín (Estadio Monumental de Maturín) \| \| Zuschauer: 50.000 \| \| Schiedsrichter: Sergio Pezzotta ( Argentinien) \| | \| 8. Juli 2007, 16:05 Uhr in Maturín (Estadio Monumental de Maturín) \| \| Zuschauer: 50.000 \| \| Schiedsrichter: Sergio Pezzotta ( Argentinien) \| | Paraguay |
| Mexiko                                                             | Oswaldo Sánchez – Israel Castro, Rafael Márquez , Jonny Magallón, Fausto Pinto – Gerardo Torrado, Andrés Guardado, Fernando Arce (80. Cuauhtémoc Blanco), Jaime Correa – Nery Castillo (54. Adolfo Bautista Herrera), Juan Carlos Cacho (65. Omar Bravo) Cheftrainer: Hugo Sánchez | Aldo Bobadilla – Darío Verón (46. Enrique Vera), Julio César Cáceres , Paulo da Silva – Carlos Bonet, Édgar Barreto, Cristian Riveros, Jonathan Santana (4. Joel Zayas), Claudio Morel – Óscar Cardozo (67. Salvador Cabañas), Roque Santa Cruz Cheftrainer: Gerardo Martino | Paraguay |
| Mexiko                                                             | 1:0 N. Castillo (5., Foulelfmeter) 2:0 Torrado (27.) 3:0 N. Castillo (39.) 4:0 F. Arce (79.) 5:0 Blanco (87., Foulelfmeter) 6:0 Bravo (90.+1') | | Paraguay |
| Mexiko                                                             | Magallón (61.) | Barreto (64.) | Paraguay |
| Mexiko                                                             | Bobadilla (3., Notbremse) | | Paraguay |
| 8. Juli 2007, 16:05 Uhr in Maturín (Estadio Monumental de Maturín) | | |          |
| Zuschauer: 50.000                                                  | | |          |
| Schiedsrichter: Sergio Pezzotta ( Argentinien)                     | | |          |

#### Argentinien – Peru 4:0 (0:0)
| Argentinien                                                                       | Argentinien | Peru | Peru |
| --------------------------------------------------------------------------------- | --- | --- | ---- |
| Argentinien                                                                       | \| 8. Juli 2007, 18:50 Uhr in Barquisimeto (Estadio Metropolitano de Fútbol de Lara) \| \| Zuschauer: 37.000 \| \| Schiedsrichter: Carlos Simon ( Brasilien) \| | \| 8. Juli 2007, 18:50 Uhr in Barquisimeto (Estadio Metropolitano de Fútbol de Lara) \| \| Zuschauer: 37.000 \| \| Schiedsrichter: Carlos Simon ( Brasilien) \| | Peru |
| Argentinien                                                                       | Roberto Abbondanzieri – Javier Zanetti, Roberto Ayala , Gabriel Milito, Gabriel Heinze – Juan Sebastián Verón (71. Fernando Gago), Javier Mascherano, Esteban Cambiasso (83. Pablo Aimar) – Juan Román Riquelme – Lionel Messi, Diego Milito (46. Carlos Tévez) Cheftrainer: Alfio Basile | Leao Butrón – Miguel Villalta, Santiago Acasiete, Walter Vílchez, John Galliquio – Juan Bazalar, Juan Mariño (74. Andrés Mendoza), Paolo de la Haza, Édgar Villamarín (64. Israel Zúñiga) – Paolo Guerrero (55. Pedro García), Claudio Pizarro Cheftrainer: Julio César Uribe | Peru |
| Argentinien                                                                       | 1:0 Riquelme (47.) 2:0 Messi (61.) 3:0 Mascherano (75.) 4:0 Riquelme (86.) | | Peru |
| Argentinien                                                                       | Ayala (16.) | Acasiete (2.), de la Haza (30.) | Peru |
| 8. Juli 2007, 18:50 Uhr in Barquisimeto (Estadio Metropolitano de Fútbol de Lara) | | |      |
| Zuschauer: 37.000                                                                 | | |      |
| Schiedsrichter: Carlos Simon ( Brasilien)                                         | | |      |

### Halbfinale

#### Uruguay – Brasilien 2:2 (2:2, 1:2), 4:5 i.E.
| Uruguay                                                                 | Uruguay | Brasilien | Brasilien |
| ----------------------------------------------------------------------- | --- | --- | --------- |
| Uruguay                                                                 | \| 10. Juli 2007, 20:50 Uhr in Maracaibo (Estadio José Encarnación Romero) \| \| Zuschauer: 42.000 \| \| Schiedsrichter: Óscar Ruiz ( Kolumbien) \| | \| 10. Juli 2007, 20:50 Uhr in Maracaibo (Estadio José Encarnación Romero) \| \| Zuschauer: 42.000 \| \| Schiedsrichter: Óscar Ruiz ( Kolumbien) \|                                            | Brasilien |
| Uruguay                                                                 | Fabián Carini – Diego Lugano , Andrés Scotti, Darío Rodríguez (46. Ignacio González) – Maxi Pereira, Diego Pérez (75. Walter Gargano), Pablo García, Cristian Rodríguez, Jorge Fucile – Diego Forlán, Álvaro Recoba (46. Sebastián Abreu) Cheftrainer: Óscar Tabárez | Doni – Maicon, Alex, Juan, Gilberto – Mineiro, Gilberto Silva , Josué (73. Fernando Menegazzo), Júlio Baptista (73. Diego) – Vágner Love (79. Afonso Alves), Robinho Cheftrainer: Carlos Dunga | Brasilien |
| Uruguay                                                                 | 1:1 Forlán (36.) 2:2 Abreu (70.) | 0:1 Maicon (13.) 1:2 Júlio Baptista (41.) | Brasilien |
| Uruguay                                                                 | Elfmeterschießen | | Brasilien |
| Uruguay                                                                 | Forlán (Doni hält) 1:2 Scotti 2:3 González 3:3 C. Rodríguez 4:4 Abreu García (Pfosten) Lugano (Doni hält) | 0:1 Robinho 0:2 Juan 1:3 Gilberto Silva Afonso (Pfosten) 3:4 Diego Fernando (verschossen) 4:5 Gilberto                                                                                         | Brasilien |
| Uruguay                                                                 | D. Rodríguez (25.), Scotti (52.), Pérez (75.) | Gilberto (39.), Fernando (78.), Afonso (82.), Gilberto Silva (90.+1') | Brasilien |
| 10. Juli 2007, 20:50 Uhr in Maracaibo (Estadio José Encarnación Romero) | | |           |
| Zuschauer: 42.000                                                       | | |           |
| Schiedsrichter: Óscar Ruiz ( Kolumbien)                                 | | |           |

#### Mexiko – Argentinien 0:3 (0:1)
| Mexiko                                                                    | Mexiko | Argentinien | Argentinien |
| ------------------------------------------------------------------------- | --- | --- | ----------- |
| Mexiko                                                                    | \| 11. Juli 2007, 20:50 Uhr in Puerto Ordaz (Estadio Polideportivo Cachamay) \| \| Zuschauer: 40.000 \| \| Schiedsrichter: Carlos Chandía ( Chile) \| | \| 11. Juli 2007, 20:50 Uhr in Puerto Ordaz (Estadio Polideportivo Cachamay) \| \| Zuschauer: 40.000 \| \| Schiedsrichter: Carlos Chandía ( Chile) \| | Argentinien |
| Mexiko                                                                    | Oswaldo Sánchez – Israel Castro, Rafael Márquez , Jonny Magallón, Fausto Pinto – Fernando Arce, Gerardo Torrado (46. Alberto Medina), Jaime Correa (83. Gonzalo Pineda), Andrés Guardado – Juan Carlos Cacho (46. Omar Bravo), Nery Castillo Cheftrainer: Hugo Sánchez | Roberto Abbondanzieri – Javier Zanetti, Roberto Ayala , Gabriel Milito, Gabriel Heinze – Juan Sebastián Verón (78. Fernando Gago), Javier Mascherano, Esteban Cambiasso – Juan Román Riquelme (86. Pablo Aimar) – Lionel Messi, Carlos Tévez (78. Rodrigo Palacio) Cheftrainer: Alfio Basile | Argentinien |
| Mexiko                                                                    | 0:1 Heinze (45.) 0:2 Messi (61.) 0:3 Riquelme (66., Foulelfmeter) | | Argentinien |
| Mexiko                                                                    | Torrado (43.), Márquez (69.) | Verón (34.), Messi (50.) | Argentinien |
| 11. Juli 2007, 20:50 Uhr in Puerto Ordaz (Estadio Polideportivo Cachamay) | | |             |
| Zuschauer: 40.000                                                         | | |             |
| Schiedsrichter: Carlos Chandía ( Chile)                                   | | |             |

### Spiel um Platz drei

#### Uruguay – Mexiko 1:3 (1:1)
| Uruguay                                                                                       | Uruguay | Mexiko | Mexiko |
| --------------------------------------------------------------------------------------------- | --- | --- | ------ |
| Uruguay                                                                                       | \| 14. Juli 2007, 17:05 Uhr in Caracas (Estadio Olímpico de la Universidad Central de Venezuela) \| \| Zuschauer: 30.000 (ausverkauft) \| \| Schiedsrichter: Mauricio Reinoso ( Ecuador) \|                                                                              | \| 14. Juli 2007, 17:05 Uhr in Caracas (Estadio Olímpico de la Universidad Central de Venezuela) \| \| Zuschauer: 30.000 (ausverkauft) \| \| Schiedsrichter: Mauricio Reinoso ( Ecuador) \|                                                                                                | Mexiko |
| Uruguay                                                                                       | Fabián Carini – Andrés Scotti, Diego Lugano , Carlos Valdez, Maxi Pereira – Pablo García (79. Walter Gargano), Cristian Rodríguez, Jorge Fucile, Ignacio González (74. Fabián Canobbio) – Diego Forlán (74. Vicente Sánchez), Sebastián Abreu Cheftrainer: Óscar Tabárez | Guillermo Ochoa – José Antonio Castro González, Francisco Rodríguez, Jonny Magallón, Fausto Pinto (64. Andrés Guardado) – Gerardo Torrado, Ramón Morales, Jaime Lozano (78. Jaime Correa), Cuauhtémoc Blanco – Nery Castillo, Omar Bravo (88. Luis Ángel Landín) Cheftrainer: Hugo Sánchez | Mexiko |
| Uruguay                                                                                       | 1:0 Abreu (22.) | 1:1 Blanco (38., Foulelfmeter) 1:2 Bravo (68.) 1:3 Guardado (76.) | Mexiko |
| Uruguay                                                                                       | Forlán (26.), Scotti (30.), Garcia (57.) | Pinto (26.), Castillo (74.) | Mexiko |
| Uruguay                                                                                       | Lugano (36., Tätlichkeit) | | Mexiko |
| 14. Juli 2007, 17:05 Uhr in Caracas (Estadio Olímpico de la Universidad Central de Venezuela) | | |        |
| Zuschauer: 30.000 (ausverkauft)                                                               | | |        |
| Schiedsrichter: Mauricio Reinoso ( Ecuador)                                                   | | |        |

### Finale

#### Brasilien – Argentinien 3:0 (2:0)
| Brasilien                                                                        | Brasilien | Argentinien | Argentinien |
| -------------------------------------------------------------------------------- | --- | --- | ----------- |
| Brasilien                                                                        | \| Sonntag, 15. Juli 2007, 17:05 Uhr in Maracaibo (Estadio José Encarnación Romero) \| \| Zuschauer: 40.000 (ausverkauft) \| \| Schiedsrichter: Carlos Amarilla ( Paraguay) \| | \| Sonntag, 15. Juli 2007, 17:05 Uhr in Maracaibo (Estadio José Encarnación Romero) \| \| Zuschauer: 40.000 (ausverkauft) \| \| Schiedsrichter: Carlos Amarilla ( Paraguay) \|                                                                                         | Argentinien |
| Brasilien                                                                        | Doni – Maicon, Alex, Juan , Gilberto – Mineiro, Josué, Elano (34. Dani Alves), Júlio Baptista – Vágner Love (90. Fernando), Robinho (90. Diego) Cheftrainer: Carlos Dunga      | Roberto Abbondanzieri – Javier Zanetti, Roberto Ayala , Gabriel Milito, Gabriel Heinze – Juan Sebastián Verón (67. Luis González), Javier Mascherano, Esteban Cambiasso (59. Pablo Aimar) – Juan Román Riquelme – Lionel Messi, Carlos Tévez Cheftrainer: Alfio Basile | Argentinien |
| Brasilien                                                                        | 1:0 Júlio Baptista (4.) 2:0 Roberto Ayala (40., Eigentor) 3:0 Dani Alves (69.)                                                                                                 | | Argentinien |
| Brasilien                                                                        | Alex (37.), Doni (51.), Gilberto (54.), Júlio Baptista (68.), Josué (82.) | Javier Mascherano (44.), Carlos Tévez (75.) | Argentinien |
| Sonntag, 15. Juli 2007, 17:05 Uhr in Maracaibo (Estadio José Encarnación Romero) | | |             |
| Zuschauer: 40.000 (ausverkauft)                                                  | | |             |
| Schiedsrichter: Carlos Amarilla ( Paraguay)                                      | | |             |